# Julij Simončič
Julij Simončič-Gortan, slovenski partizan, politični komisar, častnik, prekomorec in prvoborec, * 17. februar 1925, Ilirska Bistrica, † 23. maj 2001, Ljubljana.

## Življenjepis
6. aprila 1941 se je kot prostovoljec udeležil bojev za Maribor in Zagreb.
4. decembra istega leta je vstopil v NOB in postal borec Mokronoške čete. Od 18. decembra 1941 je bil v sestavi 1. čete I. štajerskega bataljona ter nato v drugi grupi odredov. Konec junija 1942 je bil premeščen v štab 5. čete Loškega odreda. 5. julija 1942 je postal vršilec dolžnosti komandirja Brkinske čete, 3. septembra komandir 5. pivške čete I. bataljona Soškega odreda, aprila 1943 komandir 3. čete I. bataljona Šercerjeve brigade, junija istega leta komandir 2. čete III. bataljona 3. brigade 13. divizije in 6. septembra 1943 pomočnik komandanta III. bataljona 3. brigade 13. divizije.
Novembra 1943 je bil poslan v Vrhovni štab NOV in POJ, od tam pa v bombarderski tehnični tečaj v 1. letalsko bazo v italijanski Brindisi.
Po štirih mesecih je bil odpuščen iz tečaja, saj je bil zaradi predhodne rane nesposoben za letenje; odšel je na otok Vis, kjer je 27. aprila 1944 postal politični komisar čete III. bataljona 3. prekomorske brigade. 8. januarja 1945 je postal pomočnik komandanta II. bataljona iste brigade, nato pa je 20. maja istega leta postal politični komisar istega bataljona.
12. novembra 1945 je bil dodeljen mobilizacijskemu oddelku štaba 4. armade. 24. decembra istega leta je bil postavljen za poveljnika čete I. bataljona 1. istrske brigade »Vladimir Gortan« 43. divizije, ki je bila nastanjena v Dolnji Lendavi. 30. julija 1946 je postal poveljnik bataljona v isti brigadi. Od februarja 1947 je postal upravnik III. doma vojnih študentov (Ljubljana), nato pa je bil od 18. decembra 1947 do 21. novembra 1948 na šolanju na Oficirski šoli GŠ JA (Sarajevo). 
8. julija 1950 je bil premeščen h komandi 23. korpusa (Zagreb), nato pa 28. julija 1954 v Delnice.
1. julija 1956 je bil invalidsko upokojen.

## Napredovanja
- poročnik NOV in POS (1. november 1943)
- kapetan (1. junij 1945)
- major (22. december 1949)
- podpolkovnik (1956)
- rezervni polkovnik (?)

## Odlikovanja
- ranjeniška značka (1945)
- partizanska spomenica 1941 (št. 931; 1946)
- 2x medalja za hrabrost (12. marec 1945; št. 12.157 in druga leta 1945)
- red partizanske zvezde III. stopnje (1945)
- red zaslug za ljudstvo II. stopnje
- red zaslug za ljudstvo III. stopnje (št. 71.105)
- red bratstva in enotnosti s srebrnim vencem (št. 5.446)
- red za vojaške zasluge s srebrnimi meči (1953)
- red dela z rdečo zastavo (št. 131; 18. september 1975)
- partizanski križ 1939-1945 (Poljska)
- spominska medalja 10 let JLA 1941-1951
- spominska plaketa II. grupe odredov
- spominski znak I. slovenske brigade in II. grupe odredov
- spominska medalja I. primorskega partizanskega bataljona Simon Gregorčič
- spominska medalja Gornjevipavske partizanske čete (št. 81)
- spominska medalja 3. prekomorske udarne brigade (št. 91; 4. junij 1985)
- spominski znak prekomorci
- srebrni znak OF